# 태상황후
태상황후(太上皇后)는 한 나라의 황실의 최고 어른으로 황제의 조모이며 황태후를 대신해 수렴청정을 할 수 있었다. 태상황후는 한 나라의 황실의 내명부의 최고 어른이었고 황제의 할아버지인 태상황이 사망하면 태황태후로 바뀌었다. 많은 태상황후들이 태황태후로 직함을 교체했다.

## 같이 보기
- 태상왕후